# Романовская, Аста Хансовна
Аста Хансовна Романовская — советский хозяйственный, государственный и политический деятель, Герой Социалистического Труда.

## Биография
Родилась в 1941 году в Эстонской ССР. Член КПСС.
С 1958 года — на хозяйственной, общественной и политической работе. В 1958—1991 гг. — доярка колхоза «Выхма» Вильяндиского района Эстонской ССР.
За увеличение производства высококачественной продукции животноводства на основе эффективного использования достижений науки и передового опыта была в составе коллектива удостоена Государственной премии СССР за выдающиеся достижения в труде 1984 года.
Указом Президиума Верховного Совета СССР от 11 сентября 1985 года присвоено звание Героя Социалистического Труда с вручением ордена Ленина и золотой медали «Серп и Молот».
Жила в Эстонии.